# Aster glehnii
Aster glehnii là một loài thực vật có hoa trong họ Cúc. Loài này được F.Schmidt mô tả khoa học đầu tiên năm 1868.